# Chaerilus herta
Espèce
Chaerilus herta est une espèce de scorpions de la famille des Chaerilidae.

## Distribution
Cette espèce est endémique du Tibet en Chine. Elle se rencontre dans le xian de Mêdog.

## Description
La femelle holotype mesure 48,76 mm et le mâle paratype 53,05 mm, les mâles mesurent de 41 à 53 mm et les femelles de 44 à 49 mm.

## Systématique et taxinomie
Cette espèce a été décrite par Tang en 2025.

## Étymologie
Cette espèce est nommée en référence à Herta, personnage de Honkai: Star Rail.

## Publication originale
- Tang, 2025 : « Current challenges and preliminary morphological reassessment of the genus Chaerilus Simon, 1877 in China (Scorpiones: Chaerilidae). » Euscorpius, no 406, p. 1-89 (texte intégral).